# Ca Đình
Ca Đình là một xã thuộc huyện Đoan Hùng, tỉnh Phú Thọ, Việt Nam.
Xã Ca Đình có diện tích 14,17 km², dân số năm 2003 là 2749 người, mật độ dân số đạt 194 người/km².